# Micae Nguyễn Khắc Ngữ
Micae Nguyễn Khắc Ngữ (1909–2009) là một Giám mục người Việt của Giáo hội Công giáo Rôma. Ông từng đảm nhiệm vai trò Giám mục chính tòa tiên khởi của giáo phận Long Xuyên từ khi thành lập cho đến khi hồi hưu năm 1997.

## Thiếu thời và tu tập
Giám mục Micae Nguyễn Khắc Ngữ sinh ngày 2 tháng 2 năm 1909 tại Vạn Đồn, huyện Thụy Anh (nay thuộc xã Hồng Dũng, huyện Thái Thụy), tỉnh Thái Bình, thuộc Giáo phận Thái Bình. Vì có chí hướng đi tu, gia đình đưa cậu bé Ngữ nhập học vào Chủng viện Mỹ Sơn – Lạng Sơn năm 1922. Sau khi tốt nghiệp Tiểu chủng viện, năm 1928, ông tiếp tục con đường tu học bằng việc đi du học tại Đại Chủng viện Lucon, Pháp.

## Linh mục
Sau khoảng thời gian dài tu học, ngày 29 tháng 6 năm 1934, Phó tế Micae Nguyễn Khắc Ngữ tiến đến việc được thụ phong linh mục tại Đại Chủng viện Lucon, Pháp. Sau khi được truyền chức, vị linh mục trẻ trở về Việt Nam, đảm nhiệm vai trò giáo sư Tiểu Chủng viện Mỹ Sơn, Hạt Đại diện Tông Tòa Lạng Sơn và Cao Bằng. Sau đó, trong khoảng thời gian ngắn từ năm 1938 đến năm 1939, ông làm thư ký Tòa Khâm sứ Tòa Thánh tại Huế. Sau đó, linh mục Ngữ trở thành giám đốc tòa báo Sacerdos Indosinenses.
Năm 1943, linh mục Ngữ được thuyên chuyển làm linh mục Chánh xứ giáo xứ Lộc Bình và giáo xứ Mỹ Sơn, Giáo phận Lạng Sơn và Cao Bằng. Năm 1951, ông trở thành Linh mục Tổng Đại diện Hạt Đại diện Tông Tòa Lạng Sơn và Cao Bằng, ông đảm nhiệm vai trò này đến năm 1954.
Năm 1954, linh mục Nguyễn Khắc Ngữ di cư vào Nam, đảm trách vai trò linh mục chính xứ giáo xứ Lạng Sơn, Xóm Mới, Gò Vấp và linh mục Hạt trường hạt Gò Vấp. Ngoài ra, song song với việc quản nhiệm giáo xứ, từ năm 1957, ông còn đảm trách vai trò Phó Đặc ủy Công giáo Tiến hành Việt Nam rồi từ 1958, đảm nhiệm vai trò là Thường vụ Công giáo Tiến hành Việt Nam.
Từ tháng 8 năm 1960, ông là Phó Giám đốc kiêm Giáo sư môn Giáo phụ và Công giáo Tiến hành tại Đại Chủng viện Lê Bảo Tịnh, Sài Gòn.

## Giám mục
Ngày 24 tháng 11 năm 1960, linh mục Micae Nguyễn Khắc Ngữ được Toà Thánh bổ nhiệm làm Giám mục tiên khởi Giáo phận Long Xuyên mới được thành lập. Ông đã chọn khẩu hiệu: "Christus in vobis" (Đức Kitô trong anh em). Lễ tấn phong Giám mục được cử hành ngày 22 tháng 1 năm 1961 tại Sài Gòn do Tổng giám mục chính tòa Tiên khởi Tổng giáo phận Huế Phêrô Máctinô Ngô Đình Thục chủ phong và hai giám mục phụ phong gồm giám mục Jean Cassaigne Sanh, nguyên Đại diện Tông Tòa Hạt Đại diện Tông Tòa Sài Gòn và giám mục Tađêô Lê Hữu Từ, nguyên Đại diện Tông Tòa Hạt Đại diện Tông Tòa Phát Diệm.
Ngày 4 tháng 4 năm 1961, Giám mục Micae Nguyễn Khắc Ngữ chính thức nhận giáo phận mới và cai quản đến ngày 30 tháng 12 năm 1997 thì được Toà Thánh chấp nhận cho nghỉ hưu tại Tòa Giám mục Long Xuyên và trao quyền kế vị cho Giám mục Gioan Baotixita Bùi Tuần. Khi đó Giám mục Micae Nguyễn Khắc Ngữ đã 89 tuổi.
Giám mục Nguyễn Khắc Ngữ là một tròng các nghị phụ Việt Nam tham dự đầy đủ bốn giai đoạn của Công đồng Vatican II diễn ra từ năm 1962 đến năm 1965.
Ông qua đời ngày 10 tháng 6 năm 2009, tại Long Xuyên, An Giang, thọ 100 tuổi. Thánh lễ an táng được cử hành sau đó vào ngày 15, với 12 giám mục đồng tế, giám mục Gioan Baotixita Bùi Tuần tham dự cùng nhiều linh mục tham dự đồng tế. Các thành phần tham dự bao gồm tu sĩ nam nữ, cựu chủng sinh, thân nhân của cố giám mục và một số khách mời, giáo dân.
Sau lời nguyện hiệp lễ, Giám mục Giuse Trần Xuân Tiếu đại diện giáo phận cảm ơn Toà Thánh đã gửi điện văn chia buồn của Hồng y Ivan Dias – Tổng trưởng Bộ Truyền giáo, Giám mục Chủ tịch Hội đồng Giám mục Việt Nam, các giám mục, các linh mục Tổng Đại diện, đại diện giám mục, bề trên dòng, các linh mục tu sĩ và giáo dân.

## Sự nghiệp
| “ | ... Giáo hội Việt Nam có một vị mục tử tài đức, có tầm nhìn xa trông rộng giúp cho Giáo hội Công giáo Việt Nam được trưởng thành, đặc biệt qua việc tổ chức Hội đồng Giám mục Việt Nam và công tác Công giáo Tiến hành; có lòng hăng hái nhiệt thành với nhiều sáng kiến mục vụ làm cho Giáo phận Long Xuyên, nơi ông là Giám mục tiên khởi, được phát triển nhanh chóng và vững mạnh; có đời sống thánh thiện gương mẫu giúp đào tạo nhiều thế hệ linh mục, tu sĩ, giáo dân và trong tuổi già vẫn tiếp tục phục vụ Giáo hội một cách hữu hiệu bằng lời cầu nguyện sốt sắng liên lỉ và bằng đời sống từ bỏ sâu xa. Một bậc trưởng thượng trỗi vượt như thế ra đi là một mất mát lớn lao không chỉ cho Giáo phận Long Xuyên mà còn cho cả Giáo hội Việt Nam... | ” |
| — Thư phân ưu của Chủ tịch Hội đồng Giám mục Việt Nam Phêrô Nguyễn Văn Nhơn gửi Giám mục Giuse Trần Xuân Tiếu, Giáo phận Long Xuyên | |   |

Giám mục Gioan Baotixita Bùi Tuần, nguyên Giám mục chính tòa Giáo phận Long Xuyên đã viết như sau về người tiền nhiệm mình:
| “ | ... Giám mục Micae Nguyễn Khắc Ngữ đầy nhân đức của một vị tu hành, của một linh mục, và của một vị giám mục đã được Chúa cho sống hơn ba vạn sáu ngàn ngày trên dương trần... | ” |

và: | “ | Được cộng tác với cố Giám mục Micae gần 50 năm, tôi thấy cái hồn của ông là sự dâng hiến. Dâng hiến cụ thể nhất và sâu sắc nhất, chính là dâng hiến trong thánh lễ. ... Xác tín đó được nhận thấy rất rõ ở tu đức, mục vụ và truyền giáo nơi Giám mục 100 tuổi của chúng ta. Ngài đặt ưu tiên tuyệt đối ở ơn Thánh...[9] | ” |

## Tông truyền
Giám mục Micae Nguyễn Khắc Ngữ được tấn phong năm 1961, dưới thời Giáo hoàng Gioan XXIII, bởi:
- Giám mục Chủ phong: Phêrô Máctinô Ngô Đình Thục, tổng giám mục Tổng giáo phận Huế
- Hai giám mục phụ phong: Jean Cassaigne Sanh, nguyên Đại diện Tông Tòa Hạt Đại diện Tông Tòa Sài Gòn và giám mục Tađêô Lê Hữu Từ, nguyên Đại diện Tông Tòa Hạt Đại diện Tông Tòa Phát Diệm.

Giám mục Micae Nguyễn Khắc Ngữ là giám mục chủ phong cho giám mục:
- Năm 1975, giám mục Gioan Baotixita Bùi Tuần, hiện là cố giám mục chính tòa Giáo phận Long Xuyên.